# Modliszki Peru
Modliszki Peru – ogół taksonów owadów z rzędu modliszek (Mantodea), których występowanie stwierdzono na terenie Peru.
Według checklisty autorstwa Julio Rivery i Clorindy Vergary-Cobián z 2017 roku w Peru stwierdzono 67 gatunków, 41 rodzajów i 11 rodzin modliszek. Kolejnych 13 gatunków zostało z Peru podanych błędnie. Większość z nich zasiedla strefę tropikalnych i subtropikalnych wilgotnych lasów liściastych, tj. rejon Amazonii we wschodniej i środkowej części kraju. 5 rodzajów stwierdzono w strefie tropikalnych i subtropikalnych suchych lasów liściastych na północy kraju, 3 rodzaje w strefie zarośli pustynnych i kserotermicznych na zachodzie kraju, a tylko dwa gatunki w strefie łąki i zarośli górskich w Andach. Brak modliszek zupełnie na łąkach wysokogórskich powyżej 3500 m n.p.m. Spośród 67 zidentyfikowanych gatunków, 29 ma w Peru swe miejsce typowe.

## Acanthopidae
- Acanthops contorta Gerstaecker, 1889
- Acanthops erosula Stål, 1877
- Acanthops royi Lombardo & Ippolito, 2004
- Metilia sp.
- Miracanthops eseejja Rivera, 2005
- Miracanthops occidentalis (Lombardo & Ippolito, 2004)
- Miracanthops poulaini Roy, 2004
- Pseudacanthops lobipes La Greca & Lombardo, 1997
- Pseudacanthops clorindae Rivera & Lombardo, 2013

## Acontisidae
- Acontista amoenula Gerstaecker, 1889
- Callibia diana (Stoll, 1813)
- Raptrix occidentalis Lombardo & Marletta, 2004

## Angelidae
- Angela armata (de Haan, 1842)
- Angela guianensis Rehn, 1906
- Angela peruviana (Giglio-Tos, 1916)
- Angela purpurascens (Olivier, 1792)
- Angela quinquemaculata (Olivier, 1792)
- Angela subhyalina Chopard, 1913

## Chaeteessidae
- Chaeteessa sp.

## Coptopterygidae
- Coptopteryx brevipennis Beier, 1958

## Liturgusidae
- Hagiomantis superba (Gerstaecker, 1889)
- Hagiomantis surinamensis (Saussure, 1872)
- Liturgusa algorei Svenson, 2014
- Liturgusa bororum Svenson, 2014
- Liturgusa krattorum Svenson, 2014
- Liturgusa maya (Saussure & Zehntner, 1894)
- Liturgusa lichenalis Gerstaecker, 1889
- Liturgusa nubeculosa Gerstaecker, 1889
- Liturgusa tessae Svenson, 2014

## Mantoididae
- Mantoida sp.

## Modliszkowate(Mantidae)

### Choeradodinae
- Choeradodis columbica Beier, 1931
- Choeradodis rhombicollis (Latreille, 1833)
- Choeradodis stalii Wood-Mason, 1880

### Stagmomantinae
- Catoxyopsis dubiosa (Giglio-Tos, 1898)
- Oxyopsis acutipennis (Stål, 1877)
- Oxyopsis festae Giglio-Tos, 1914
- Oxyopsis peruviana Chopard, 1916
- Parastagmatoptera sottilei Lombardo, Umbriaco & Ippolito, 2015
- Parastagmatoptera unipunctata Burmeister, 1838
- Parastagmatoptera vitreola (Stål, 1877)
- Pseudoxyops perpulchra (Westwood, 1889)
- Stagmatoptera binotata Scudder, 1869
- Stagmatoptera supplicaria (Burmeister, 1838)
- Stagmomantis theophila Rehn, 1904

### Vatinae
- Chopardiella poulaini Lombardo & Agabiti, 2001
- Pseudovates brasiliensis (Toledo Piza, 1982)
- Pseudovates stolli (Saussure & Zehntner, 1894)
- Pseudovates peruviana (Rehn, 1911)
- Vates biplagiata Sjöstedt, 1930
- Vates festae Giglio-Tos, 1914
- Vates luxuriosa Beier, 1958
- Vates weyrauchi Beier, 1958
- Zoolea major Giglio-Tos, 1914

## Photinaidae
- Chromatophotina awajun Rivera, 2010
- Macromantis hyalina (Deeger, 1773)
- Macromantis nicaraguae Saussure & Zehntner, 1894
- Macromantis ovalifolia (Stoll, 1813)
- Metriomantis boliviana (Lombardo, 1999)
- Microphotina sp.
- Orthoderella delucchii Rivera, 2003
- Paraphotina occidentalis Lombardo, 1998

## Stenophyllidae
- Stenophylla lobivertex Lombardo, 2000

## Thespidae
- Bantia werneri Chopard, 1913
- Carrikerella sp.
- Eumiopteryx sp.
- Macromusonia conspersa (Saussure, 1870)
- Macromusonia major (Saussure & Zehntner, 1894)
- Mantellias sp.
- Musonia margharethae (Battiston & Picciau, 2008)
- Musonia sexdentata Beier, 1942
- Piscomantis peruana (Beier, 1935)
- Pseudomiopteryx festae (Giglio-Tos, 1898)
- Pseudopogonogaster kanjaris Rivera & Yagui, 2011
- Thesprotia sp.
- Thesprotiella peruana Beier, 1935
- Thrinaconyx sp.